# A.Thirumuruganpoondi
A.Thirumuruganpoondi é uma panchayat (vila) no distrito de Coimbatore , no estado indiano de Tamil Nadu.

## Demografia
Segundo o censo de 2001,  A.Thirumuruganpoondi  tinha uma população de 18,459 habitantes. Os indivíduos do sexo masculino constituem 52% da população e os do sexo feminino 48%. A.Thirumuruganpoondi tem uma taxa de literacia de 69%, superior à média nacional de 59.5%; com 58% para o sexo masculino e 42% para o sexo feminino. 12% da população está abaixo dos 6 anos de idade.